# Třemošná
Třemošná település Csehországban, a Észak-plzeňi járásban. Třemošná Zruč-Senec, Plzeň, Česká Bříza, Ledce, Hromnice, Horní Bříza és Chotíkov településekkel határos. Lakosainak száma 5051 fő (2024. január 1.).

## Népesség
A település lakosságának változását az alábbi diagram mutatja:
| Lakosok száma | 1246 | 2726 | 3618 | 3917 | 4856 | 4878 | 4956 | 5031 | 5098 | 5051 |
|               | 1869 | 1900 | 1921 | 1961 | 1980 | 2011 | 2016 | 2019 | 2021 | 2024 |